# Silvia Siemes
Silvia Siemes (* 1960 in Freiburg im Breisgau) ist eine zeitgenössische deutsche Bildhauerin. Ein Schwerpunkt ihrer künstlerischen Arbeit ist die figürliche Skulptur aus Terrakotta.

## Biographie
Silvia Siemes absolvierte von 1983 bis 1987 eine Ausbildung zur Kerammodelleurin und Formentwerferin an der Staatlichen Porzellanfachschule in Selb. Von 1987 bis 1995 studierte sie Bildhauerei an der Hochschule für Künste in Bremen bei den Professoren Fritz Vehring, Waldemar Otto und Bernd Altenstein, dessen Meisterschülerin sie von 1995 bis 1996 war. 2004 wurde ihr ein dreijähriges Atelierstipendium durch den Landkreis Esslingen zuerkannt. 2006 erhielt Silvia Siemes ein Arbeitsstipendium des deutschen Galeristen Hans-Jürgen Müller für dessen Zukunftsprojekt Mariposa auf Teneriffa. 2013 wird Siemes mit dem international ausgeschriebenen „Förderpreis Keramik der Nassauischen Sparkasse“ ausgezeichnet.
Seit 1992 stellt sie in Institutionen, Museen und Galerien aus und ist seit 2004 auf deutschen und europäischen Kunstmessen vertreten.
Siemes lebt und arbeitet seit 2015 im Luftkurort Tengen, Landkreis Konstanz.

## Werk
Silvia Siemes konzentriert sich in ihrem künstlerischen Schaffen auf ein klassisches Thema der Bildhauerei: Die menschliche Figur. Der skulpturale Ansatz ihrer Werke aus engobierter Terrakotta ist gekennzeichnet von einer unverkrampften Direktheit, einer irritierenden Diesseitigkeit, die durch behutsame Abstraktion, durch eine zurückhaltende Farbgebung noch unterstrichen wird.
Die Figuren geben sich verhalten-distanziert, verweigern sich jeglichem Pathos. Die Physiognomie schwankt zwischen Typisierung und Porträthaftigkeit. Expressivität im Ausdruck, in der Gestik, wird von der Künstlerin zugunsten einer inneren Ruhe bewusst vermieden: Impliziert wird Alltäglichkeit. Silvia Siemes’ Protagonisten behaupten sich durch eine auf sich selbst konzentrierte Präsenz.

## Bildergalerie

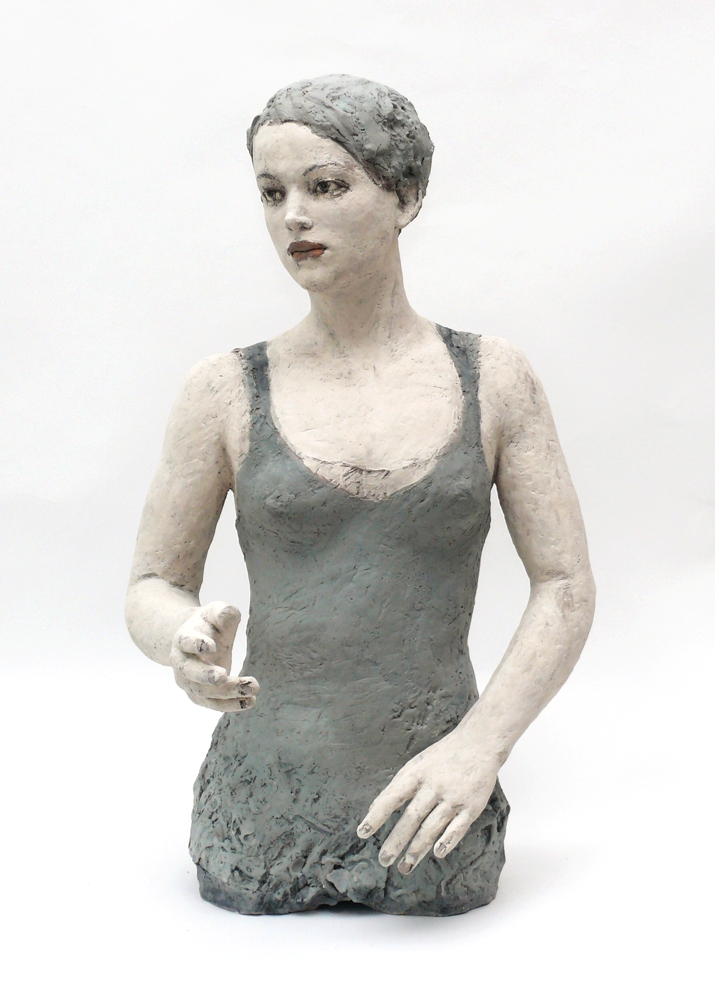
Halbfigur, 2012, Terrakotta, engobiert, Höhe: 85 cm
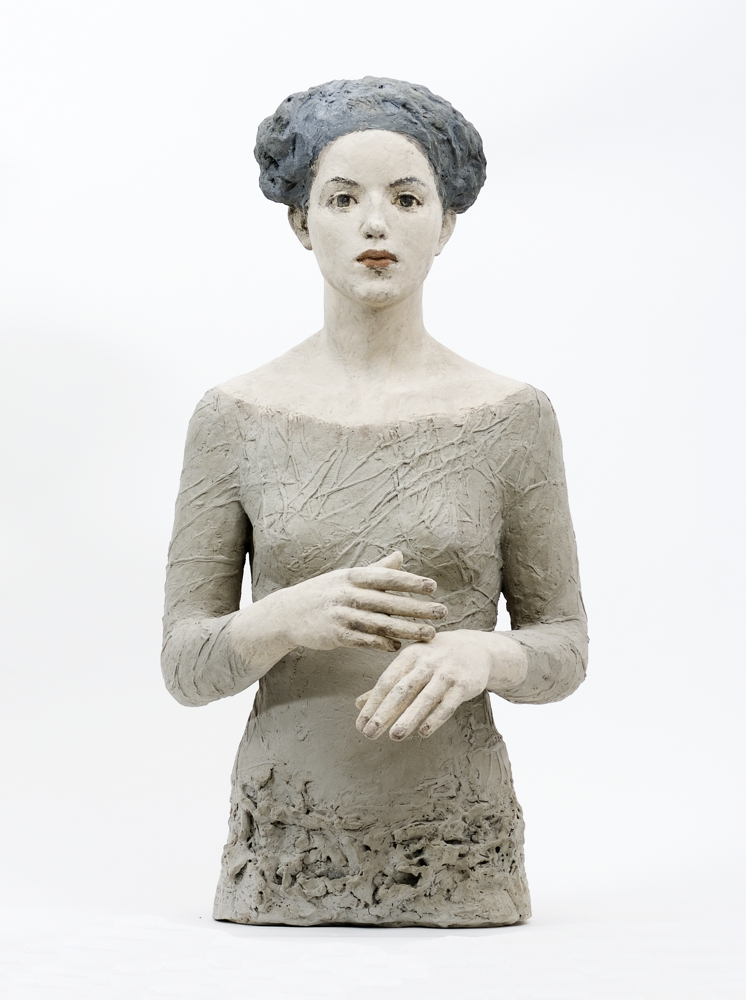
Halbfigur, 2011, Terrakotta, engobiert, Höhe: 85 cm

## Werke in öffentlichen Sammlungen (Auswahl)
- Keramikmuseum Gmunden, Österreich
- Nassauische Sparkasse, Wiesbaden
- Kunstsammlung der Stadt Kirchheim unter Teck
- Kunstsammlung der Stadt Weingarten
- PSD Bank, Stuttgart
- Zukunftswerkstatt Mariposa, Teneriffa
- Kunstsammlung des Regierungspräsidiums, Karlsruhe
- Kunstsammlung des Landkreises Esslingen am Neckar
- pro arte ulmer kunststiftung, Ulm